# Дзик, Ежи
Е́жи Дзик (пол. Jerzy Dzik) — польский палеонтолог и эволюционист. Профессор Варшавского университета, действительный член Польской академии наук, директор Института палеобиологии.

## Биография
Родился 25 февраля 1950 года в селе Едличе (пол. Jedlicze Łódzkie) гмина Згеж, Лодзинское воеводство, Польша. Учился на факультете биологии Варшавского университета. В 1973 году получил степень магистра после защиты работы по ископаемым многоножкам. После защиты работы по филогении наутилоидей в Институте палеобиологии получил степень доктора наук по палеобиологии. В 1986 году защитил работу по эволюционной биогеографии конодонтов в Варшавском университете и получил степень доктора наук по геологии. С 1993 года профессор палеонтологии в Варшавском университете. В 1997 и 2000–2002 годах руководил грантами по изучению палеобиологии и тафономии эдиакарской биоты из местонахождений Намибии, Восточно-европейской (Зимний берег) и Сибирской платформ (р. Хорбусуонка).
Стипендиант Уппсальского университета (1980) и Университета Огайо (1981/82), Тюбингенского университета (стипендия им. Александра фон Гумбольдта 1989–1990, 1995), Университета Саутгемптон (1991).
В 1988 году избран членом-корреспондентом, а в 2013 году — действительным членом Польской академии наук.
Редактор журнала Acta Palaeontologica Polonica c 1998 года.

## Экспедиции
В 1975—1976 года участвовал в морской экспедиции в Антарктиду, где изучал морские экосистемы. В 1987 году участвовал в экспедиции Палеонтологического института РАН на р. Лена для изучения отложений нижнего кембрия. В 1994 и 2006 году участвовал в совместных экспедициях Института палеобиологии ПАН и Института геологических наук НАН Казахстана на хребет Каратау для изучения юрских отложений. В 1995 году участник экспедиции к местонахождению среднекембрийской мягкотелой биоты Кайли в провинции Гуйчжоу, Китай.

## Преподавательская деятельность
Читал лекции по палеонтологии, палеобиологии, эволюции, зоологии и геохронологии в Варшавском, Лодзинском и Силезском университете в Сосновице.

## Награды и премии
В 2003 году награждён золотым Крестом Заслуги.

## Публикации
Автор более 80 научных публикаций об эволюции в целом, палеонтологии эдиакарской биоты, конодонтов, ранних позвоночных и динозавров. Вместе со своими коллегами Томашем Сулей и Гжегожем Неджведзким попал на обложку номера National Geographic Polska, в котором опубликована статья о первых найденных в Польше ископаемых остатках динозавров.
Выпустил несколько научно-популярных книг и учебных пособий.
- «История жизни на Земле. Введение в палеобиологию» (пол. Dzieje życia na Ziemi. Wprowadzenie do paleobiologii)[5].
- Том «Эволюция жизни» в Большой энциклопедии географии мира[6].
- «Зоология. Разнообразие и взаимоотношения животных» (пол. Zoologia. Różnorodność i pokrewieństwa zwierząt)[7].
- «Биология или смысл жизни» (пол. Biologia czyli sens życia)[8].
- «Эволюция. Творческая сила отбора» (пол. Ewolucja. Twórcza moc selekcji)[9].